# Usedlost čp. 8 (Kouty)
Usedlost čp. 8 je venkovským areálem stojícím u silnice do Úmyslovic v obci Kouty u Poděbrad v okrese Nymburk. Areál statku s chlévy, špýcharem, kolnou a vjezdovou bránou je od 10. února 1987 kulturní památkou a tvoří jedinečný doklad zděné lidové architektury v regionu.

## Historie a popis
Venkovská usedlost byla vystavěna v 1. polovině 19. století. Na severozápadní straně areálu stojí zděné obytné stavení. Jeho průčelí je severně orientováno a členěno soklem a rustikou v nárožích. Pod domovním, lichoběžníkovým, asymetricky posazeným štítem se nachází římsa, pod níž jsou omístěna dvě segmentově orámovaná okna s maltovými klenáky. Přímo do štítu jsou zasazena dvě menší okénka se zoubkatými rámy. Východní strana světnice je roubena. Nad zápražím domu vyčnívají stropní trámy. Objekt je kryt polovalbovou střechou.
Na levé straně domovního průčelí se nachází brána, klenutá valeným obloukem. Zdobena je maltovým orámováním. V základu oblouku jsou patrné čtyřboké hlavice. Brána má výrazný klenák. Po stranách jsou užity pilastry s římsovitými hlavicemi, pod nimiž se nachází čabrakový motiv. Po stranách jsou esovitě prohnutá křídla s římsami, které jsou při středu zatočené ve voluty. Nad vjezdem, jemuž dominují velká dřevěná vrata, v horní části s paprskovitě skládanými prkny v podobě plaménků, je umístěno štukově vyvedené zrcadlo s členitým okrajem. Mezi bránou a obytným stavením je umístěna branka s pravoúhlým dveřním rámem, jejíž horní část, vycházející od stavení, tvoří profilovaná římsa, která je nad brankou zvednuta a zatočena ve volutu. Jak brána tak branka jsou kryty prejzy a natřeny omítkou bílé a vínové barvy. Obě stavby jsou dokladem užití barokního tvarosloví v lidovém stavitelství.
K areálu náleží i špýchar, situovaný východně od obytného stavení a brány, a kolna, jenž byla později adaptována na garáž. Dříve ke statku patřily chlévy, které ve 20. století zanikly.